# Gonçalo Guedes
Gonçalo Manuel Ganchinho Guedes (Benavente, 29 de novembro de 1996) é um futebolista português que atua como ponta-esquerda. Atualmente, atua na Real Sociedad.

## Carreira
Gonçalo Guedes nasceu em Benavente, Portugal, e juntou-se às camadas jovens do Benfica em 2005, até progredir à equipe de juniores.
Em 19 de abril de 2014 fez a sua estreia profissional no Benfica B na Segunda Liga de 2013–14, num jogo contra o Porto B.
Em 18 de outubro de 2014, Guedes estreou pela equipe principal do Benfica, na terceira fase da Taça de Portugal contra o Sporting da Covilhã. Em 4 de janeiro de 2015, estreou na Primeira Liga em Penafiel, entrando para substituir Lima numa vitória de 3–0. Em 4 de julho de 2015 ganhou o prêmio "Jogador revelação Samsung da Primeira Liga", referente à temporada 2014–15.
Em 26 de setembro de 2015, marcou o seu primeiro gol pelo Benfica na vitória por 3–0 sobre o Paços de Ferreira. Em 30 de setembro, marcou o seu primeiro gol na Liga dos Campeões da UEFA na vitória sobre o Atlético de Madrid por 1–2. Tornou-se o mais jovem jogador português a marcar um gol na fase de grupos daquela competição.

## Seleção Portuguesa

### Sub-21
Gonçalo Guedes foi chamado pela primeira vez à Seleção Portuguesa Sub-21 em outubro de 2015, para os jogos contra as congéneres da Hungria e da Grécia, a contar para a fase de apuramento para o Europeu Sub-21, a 9 e 13 de Outubro de 2015, respectivamente.

### Seleção principal
Guedes foi convocado pela primeira vez à Seleção Portuguesa de Futebol pelo treinador Fernando Santos, para os jogos amigáveis com a Rússia e o Luxemburgo, a 14 e 17 de novembro de 2015, respectivamente.
No dia 9 de junho de 2019, na final da Liga das Nações da UEFA 2018-19, entre Portugal e Holanda, no Estádio do Dragão, marcou o golo da vitória do conjunto lusitano, que conquistou o seu segundo título oficial na seleção principal.

## Estatísticas
Atualizado até 19 de julho de 2020.

### Clubes
| Equipe              | Temporada         | Campeonato nacional | Campeonato nacional | Copas nacionais | Copas nacionais | Competições continentais | Competições continentais | Total | Total |
| Equipe              | Temporada         | Jogos               | Gols                | Jogos           | Gols            | Jogos                    | Gols                     | Jogos | Gols  |
| ------------------- | ----------------- | ------------------- | ------------------- | --------------- | --------------- | ------------------------ | ------------------------ | ----- | ----- |
| Benfica B           | 2013–14           | 1                   | 0                   | –               | –               | –                        | –                        | 1     | 0     |
| Benfica B           | 2014–15           | 32                  | 8                   | –               | –               | –                        | –                        | 32    | 8     |
| Benfica B           | 2015–16           | 5                   | 3                   | –               | –               | –                        | –                        | 5     | 3     |
| Benfica B           | Total             | 38                  | 11                  | –               | –               | –                        | –                        | 38    | 11    |
| Benfica             | 2014–15           | 5                   | 0                   | 4               | 0               | –                        | –                        | 9     | 0     |
| Benfica             | 2015–16           | 18                  | 3                   | 6               | 0               | 7                        | 1                        | 31    | 4     |
| Benfica             | 2016–17           | 16                  | 2                   | 6               | 3               | 6                        | 2                        | 28    | 7     |
| Benfica             | Total             | 39                  | 5                   | 16              | 3               | 13                       | 3                        | 68    | 11    |
| Paris Saint-Germain | 2016–17           | 7                   | 0                   | 4               | 0               | 0                        | 0                        | 11    | 0     |
| Paris Saint-Germain | 2017–18           | 1                   | 0                   | 1               | 0               | 0                        | 0                        | 2     | 0     |
| Paris Saint-Germain | Total             | 8                   | 0                   | 5               | 0               | 0                        | 0                        | 13    | 0     |
| Valencia            | 2017–18           | 33                  | 5                   | 5               | 1               | 0                        | 0                        | 38    | 6     |
| Valencia            | 2018–19           | 25                  | 5                   | 2               | 0               | 12                       | 3                        | 39    | 8     |
| Valencia            | 2019–20           | 21                  | 2                   | 1               | 0               | 3                        | 0                        | 25    | 2     |
| Valencia            | Total             | 79                  | 12                  | 8               | 1               | 15                       | 3                        | 102   | 16    |
| Total na carreira   | Total na carreira | 164                 | 28                  | 29              | 4               | 28                       | 6                        | 221   | 38    |

### Seleção Portuguesa
Expanda a caixa de informações para conferir todos os jogos deste jogador, pela sua seleção nacional.
Sub-19
|    | Data                   | Local                                  | Resultado | Adversário    | Gol(s) | Competição                |
| -- | ---------------------- | -------------------------------------- | --------- | ------------- | ------ | ------------------------- |
| 1. | 12 de novembro de 2014 | Estádio da Nora, Ferreiras             | 2–1       | País de Gales | 0      | Elim. Europeu Sub-19 2015 |
| 2. | 14 de novembro de 2014 | Estádio Municipal da Bela Vista, Lagoa | 4–1       | Albânia       | 1      | Elim. Europeu Sub-19 2015 |
| 3. | 17 de novembro de 2014 | Estádio da Nora, Ferreiras             | 2–1       | Dinamarca     | 1      | Elim. Europeu Sub-19 2015 |

Sub-20
|    | Data                | Local                                       | Resultado | Adversário    | Gol(s) | Competição                |
| -- | ------------------- | ------------------------------------------- | --------- | ------------- | ------ | ------------------------- |
| 1. | 27 de março de 2015 | Estádio Municipal Sérgio Conceição, Taveiro | 2–0       | Uzbequistão   | 0      | Amistoso                  |
| 2. | 20 de maio de 2015  | Estádio Remondys, Sydney                    | 1–0       | Gana          | 0      | Amistoso                  |
| 3. | 24 de maio de 2015  | Jubilee Oval, Sydney                        | 0–1       | Brasil        | 0      | Amistoso                  |
| 4. | 31 de maio de 2015  | Waikato Stadium, Hamilton                   | 3–0       | Senegal       | 0      | Copa do Mundo Sub-20 2015 |
| 5. | 6 de junho de 2015  | Forsyth Barr Stadium, Dunedin               | 3–1       | Colômbia      | 0      | Copa do Mundo Sub-20 2015 |
| 6. | 11 de junho de 2015 | Waikato Stadium, Hamilton                   | 2–1       | Nova Zelândia | 0      | Copa do Mundo Sub-20 2015 |

Sub-21
|    | Data                  | Local                                       | Resultado | Adversário    | Gol(s) | Competição                |
| -- | --------------------- | ------------------------------------------- | --------- | ------------- | ------ | ------------------------- |
| 1. | 9 de outubro de 2015  | Municipal 25 de Abril, Penafiel             | 2–0       | Hungria       | 0      | Elim. Europeu Sub-21 2017 |
| 2. | 13 de outubro de 2015 | Skoda Xanthi Arena, Xanti                   | 4–0       | Grécia        | 1      | Elim. Europeu Sub-21 2017 |
| 3. | 24 de março de 2016   | Estádio de São Miguel, Ponta Delgada        | 4–0       | Liechtenstein | 0      | Elim. Europeu Sub-21 2017 |
| 4. | 2 de setembro de 2016 | Estádio Capital do Móvel, Paços de Ferreira | 0–0       | Israel        | 0      | Elim. Europeu Sub-21 2017 |
| 5. | 6 de setembro de 2016 | Cidade de Barcelos, Barcelos                | 1–0       | Grécia        | 0      | Elim. Europeu Sub-21 2017 |
| 6. | 6 de outubro de 2016  | Gyirmóti Stadion, Győr                      | 3–3       | Hungria       | 0      | Elim. Europeu Sub-21 2017 |
| 7. | 11 de outubro de 2016 | Rheinpark Stadion, Vaduz                    | 7–1       | Liechtenstein | 2      | Elim. Europeu Sub-21 2017 |

Seleção Principal
|     | Data                   | Local                                | Resultado | Adversário     | Gol(s) | Competição                |
| --- | ---------------------- | ------------------------------------ | --------- | -------------- | ------ | ------------------------- |
| 1.  | 14 de novembro de 2015 | Estádio Kuban, Krasnodar             | 0–1       | Rússia         | 0      | Amistoso                  |
| 2.  | 17 de novembro de 2015 | Stade Josy Barthel, Luxemburgo       | 2–0       | Luxemburgo     | 0      | Amistoso                  |
| 3.  | 7 de outubro de 2017   | Estadi Nacional, Andorra-a-Velha     | 2–0       | Andorra        | 0      | Elim. Camp. do Mundo 2018 |
| 4.  | 10 de novembro de 2017 | Estádio do Fontelo, Viseu            | 3–0       | Arábia Saudita | 1      | Amistoso                  |
| 5.  | 14 de novembro de 2017 | Estádio Dr. Magalhães Pessoa, Leiria | 1–1       | Estados Unidos | 0      | Amistoso                  |
| 6.  | 23 de março de 2018    | Estádio Letzigrund, Zurique          | 2–1       | Egito          | 0      | Amistoso                  |
| 7.  | 26 de março de 2018    | Estádio de Genebra, Genebra          | 0–3       | Países Baixos  | 0      | Amistoso                  |
| 8.  | 28 de maio de 2018     | Estádio Municipal de Braga, Braga    | 2–2       | Tunísia        | 0      | Amistoso                  |
| 9.  | 2 de junho de 2018     | Estádio Rei Balduíno, Bruxelas       | 0–0       | Bélgica        | 0      | Amistoso                  |
| 10. | 7 de junho de 2018     | Estádio da Luz, Lisboa               | 3–0       | Argélia        | 2      | Amistoso                  |
| 11. | 15 de junho de 2018    | Estádio Olímpico de Fisht, Sóchi     | 3–3       | Espanha        | 0      | Camp. do Mundo 2018       |
| 12. | 15 de junho de 2018    | Estádio Lujniki, Moscou              | 1–0       | Marrocos       | 0      | Camp. do Mundo 2018       |
| 13. | 25 de junho de 2018    | Arena Mordovia, Saransk              | 1–1       | Irã            | 0      | Camp. do Mundo 2018       |
| 14. | 30 de junho de 2018    | Estádio Olímpico de Fisht, Sóchi     | 1–2       | Uruguai        | 0      | Camp. do Mundo 2018       |
| 15. | 25 de março de 2019    | Estádio da Luz, Lisboa               | 1–1       | Sérvia         | 0      | Elim. Eurocopa 2020       |
| 16. | 5 de junho de 2019     | Estádio do Dragão, Porto             | 3–1       | Suíça          | 0      | Liga das Nações da UEFA   |
| 17. | 9 de junho de 2019     | Estádio do Dragão, Porto             | 1–0       | Países Baixos  | 1      | Liga das Nações da UEFA   |
| 18. | 7 de setembro de 2019  | Estádio Estrela Vermelha, Belgrado   | 4–2       | Sérvia         | 1      | Elim. Eurocopa 2020       |
| 19. | 10 de setembro de 2019 | Estádio LFF, Vilnius                 | 5–1       | Lituânia       | 0      | Elim. Eurocopa 2020       |
| 20. | 11 de outubro de 2019  | Estádio José Alvalade, Lisboa        | 3–0       | Luxemburgo     | 0      | Elim. Eurocopa 2020       |
| 21. | 14 de outubro de 2019  | Estádio Olímpico de Kiev, Kiev       | 1–2       | Ucrânia        | 0      | Elim. Eurocopa 2020       |
| 22. | 8 de setembro de 2020  | Friends Arena, Solna                 | 2–0       | Suécia         | 0      | Liga das Nações da UEFA   |

## Títulos
Benfica
- Primeira Liga: 2014–15,[11] 2015–16, 2016–17 e 2022–23
- Taça de Portugal: 2016–17
- Taça da Liga: 2014–15 , 2015–16
- Supertaça Cândido de Oliveira: 2016

Paris Saint-Germain
- Ligue 1: 2017–18
- Copa da França: 2016–17
- Supercopa da França: 2017

Valencia
- Copa do Rei: 2018–19

Seleção Portuguesa
- Liga das Nações da UEFA: 2018–19

### Prêmios individuais
- Jogador revelação da Segunda Liga: 2014–15[3]
- Prêmio melhor jogador do mês da Segunda Liga: Outubro de 2014,[12] Dezembro de 2014[13]
- 50 jovens promessas do futebol mundial de 2016 (La Gazzetta dello Sport)[14]
- 40º melhor jogador sub-21 de 2016 (FourFourTwo)[15]